# Agentur Schostal
Die Agentur Schostal war eine Pressebildagentur mit Sitz in Wien. Sie hatte Niederlassungen u. a. in Paris, Mailand, Berlin und Stockholm. Der Besitzer war Robert F. Schostal. In der Zeit vor dem Zweiten Weltkrieg befanden sich im Bestand der Agentur über eine Million Fotos aus den verschiedensten Bereichen aus den 1920er und 1930er Jahren. Damit zählte sie zu den Großen in der Branche.

## Geschichte
Die Agentur Schostal wurde Ende der 1920er Jahre von Robert Schostal (geb. 8. November 1906; gest. 3. Juli 2003) mit finanzieller Unterstützung seines Vaters gegründet. Er übernahm den Bildbestand der 1925 von ihm gegründeten Agentur Wiener Photo Kurier und auch deren Räumlichkeiten im 4. Wiener Gemeindebezirk Wieden. Sie veröffentlichte auch unter den Bezeichnungen „Wien-Bild“ und „Wiener Photokurier“. Von Roberts und Walters Tante, der Fotografin Regine (Jenni) Mattersdorf, übernahmen sie den Vertrieb der Fotografien der Firma Magasin Metropol, einer Fotografien- und Kunsthandlung in der Nähe der Wiener Hofburg. Vater Oscar und Bruder Walter Schostal arbeiteten mit.
Ab 1929 war sie auch die österreichische Vertretung der Keystone Press Agency in London und New York. In Österreich belieferte die Agentur Zeitschriften Moderne Welt, Die Bühne, Wiener Salonblatt und das Wiener Magazin. In Deutschland zählten Zeitschriften wie Die Dame, Die Woche oder Uhu zu den Kunden. Weitere Kunden befanden sich in ganz Europa, aber auch in Übersee. Die Hauptkunden waren Printmedien aus dem Bereich Kultur, Mode und Glamour. Aber auch die Werbebranche bediente sich zunehmend der Fotoagentur.
1933 gründete Walter Schostal eine Zweigstelle in Paris, Oscar Schwartz eine in Mailand. In Schweden wurde die Agentur ab 1935 durch Världen i Bild vertreten.
1934–1938 beschäftigte die Agenturzentrale in Wien bis zu 10 Mitarbeiter. Nach der sogenannten Arisierung 1938 wurde sie von einem „arischen“ Leiter übernommen namens Friedrich Gondosch, der die Agentur in Wien-Bild umbenannte. Er zahlte 1941 2.700 Reichsmark dafür.
Die Agentur führte später den Namen P.P.P. Photos für Presse und Propaganda. Agentur Schostal. Robert Schostal selbst emigrierte 1938 in die Vereinigten Staaten. Unter den renommierten Fotografen fand man Namen wie Kitty Hoffmann, Manassé, Paul Wolff, Georges Sand, Willem van de Poll, Bert Longworth, Germaine Krull, Yva, Madame d’Ora, Elisabeth Hase und Lotte Jacobi. Für einige bot sich bei der Agentur die Möglichkeit das Berufsverbot der nationalsozialistischen Reichskulturkammer zu umgehen.
Die Schostals änderten in Amerika ihren Namen in Shostal. Robert Shostal wurde 1947 US-amerikanischer Staatsbürger. Mit seinem Bruder gründete er in New York City die Agentur Shostal Inc. bzw. später Shostal Associates Inc. und spezialisierte sich auf Farbfotografie.
Die Tätigkeit der Agentur endete Anfang der 1940er Jahre und das Bildarchiv wurde eingelagert. 1994 wurde dieses in einem Keller wiederentdeckt. Das Deutsche Historische Museum erwarb wie die Agentur Imagno den Fotobestand der Agentur.